# Goldbach (Ikva)
Der Goldbach (ungarisch Arany-patak) ist ein Bach im Burgenland und in Ungarn. Er entspringt am südlichen Abhang des Ödenburger Gebirges und fließt anschließend in östlicher Richtung. Die österreichisch-ungarische Grenze quert den Bach bei Deutschkreutz. Er mündet bei Nagycenk, Kreis Sopron, in die Ikva.
Das Einzugsgebiet des Goldbachs beträgt 135,6 km², davon liegen 35,6 km² auf ungarischem Gebiet.